# Ikebana

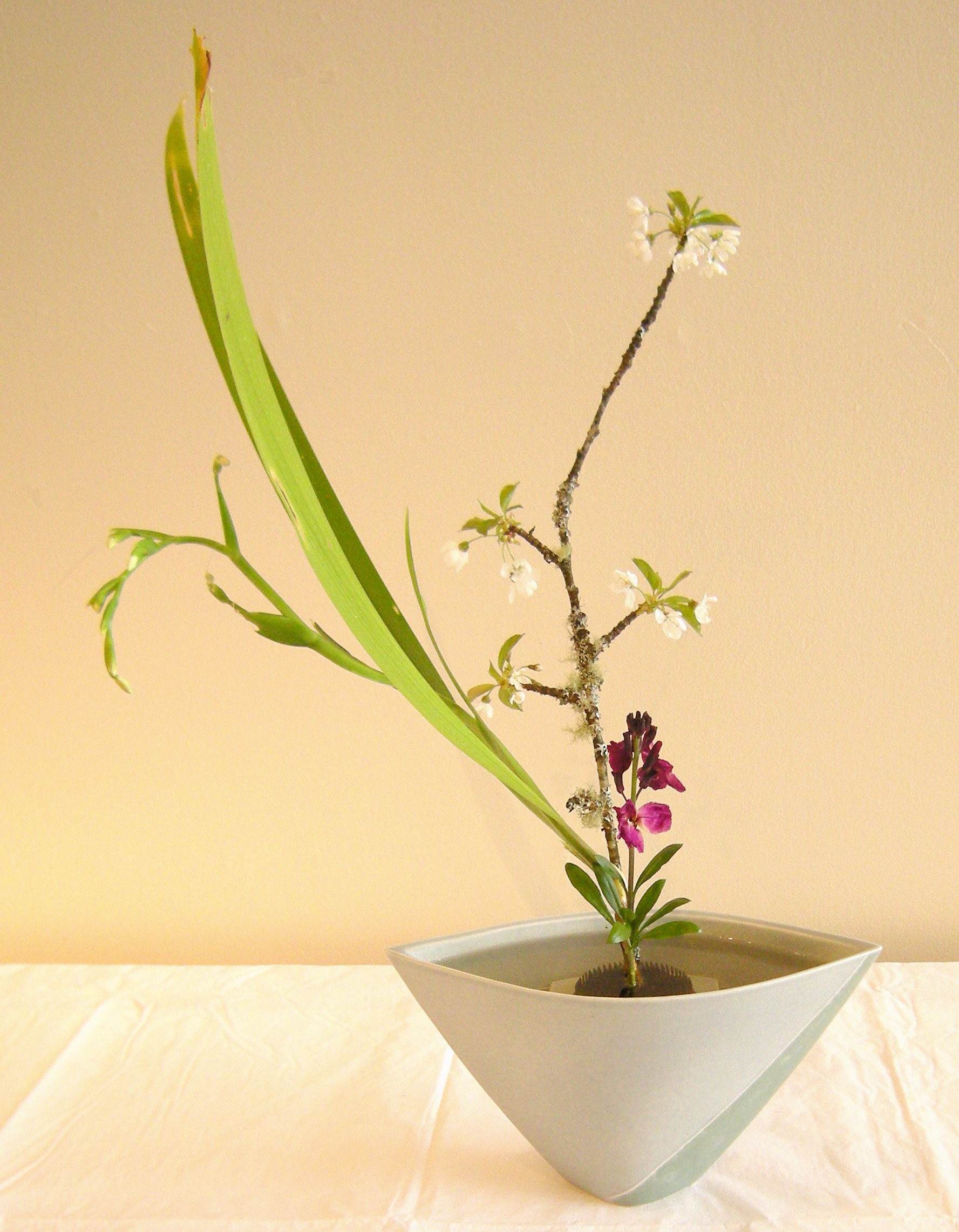
Arranjament floral d'ikebana.

Ikebana ((生け花 o いけ ば な), «mantenir vives les flors») és l'art japonès d'arranjament floral. També es coneix com a kado (华 道 o 花道, «el camí de les flors»), que és una pràctica del budisme zen.
Es tracta de la composició de motius decoratius amb flors, branques, fulles, fruits i llavors. A més del seu propòsit estètic, també es fa servir com a mètode de meditació, ja que està connectat amb el flux de les estacions i cicles de la vida.
Com art floral neix pels voltants del segle vi i reuneix conceptes religiosos, simbòlics i filosòfics, expressió de la cultura de la veneració de la natura. A l'inici es limitava a unes poques espècies: les tiges del bambú, les branques del pi, del salze i de l'auró, les branques i les flors de la prunera, els crisantems, les camèlies, les peònies, els lliris… Modernament, la tria d'espècies es va eixamplar amb espècies tropicals més vius, no sense resistència al canvi de les escoles tradicionals, tot i això la internacionalització va fer emergir diferents estils: naturalista, tradicional, urbà i avantguardista.
El fet que les obres siguin efímeres, a causa del material de què estan fetes, en fa un acte de reflexió sobre el pas del temps. Més que simplement posar les flors en un recipient, l'ikebana és un art disciplinat en què la natura i la humanitat s'uneixen. Contràriament a la idea de l'arranjament floral com una col·lecció d'acord multicolor o multicolor de flors, ikebana sovint posa l'accent en altres àrees de la planta, com ara tiges i fulles, i crida l'atenció cap a la forma, línia, etc. Encara que és una expressió creativa, té certes regles que en regeixen la forma. La principal regla és que tots els elements utilitzats per a confeccionar el ram han de ser d'origen orgànic, ja sigui branques, fulles, herbes, o flors. La intenció de l'artista darrere de cada disposició és il·lustrar, a través de combinacions de colors d'una peça, les formes naturals, línies elegants i el sentit de la disposició.
Un altre aspecte n'és el minimalisme. És a dir, una solució no pot consistir en només un nombre mínim de flors escampades entre les tiges i fulles. L'estructura d'un arranjament floral japonès es basa en un triangle escalè definida per tres punts principals, generalment branques, considerada en algunes escoles per simbolitzar el cel, la terra i l'home i en altres, el sol, la lluna, l'amor i la terra. El contenidor també és un element clau de la composició, i diversos estils de la ceràmica poden ser utilitzats per a fer una composició.